# Войнівка (Підляське воєводство)
Войнівка (Войнувка, пол. Wojnówka) — село в Польщі, у гміні Дубичі Церковні Гайнівського повіту Підляського воєводства. Населення — 53 особи (2011).

## Історія
У XVII столітті селом володів литовський рід Войнів.
У 1975—1998 роках село належало до Білостоцького воєводства.

## Демографія
Демографічна структура станом на 31 березня 2011 року:
|          | Загалом | Допрацездатний вік | Працездатний вік | Постпрацездатний вік |
| -------- | ------- | ------------------ | ---------------- | -------------------- |
| Чоловіки | 25      | 3                  | 14               | 8                    |
| Жінки    | 28      | 2                  | 10               | 16                   |
| Разом    | 53      | 5                  | 24               | 24                   |